# Leonid Beda
Leonid Ignatyevich Beda (en ruso: Леони́д Игна́тьевич Беда́; en ucraniano: Леонід Гнатович Біда; Novopokrovka, RSFS de Rusia, 16 de agosto de 1920 – óblast de Brest, Unión Soviética, 26 de diciembre de 1976) fue un aviador militar y comandante de escuadrón de ataque a tierra en la Fuerza Aérea soviética durante la Segunda Guerra Mundial, luego se convirtió en teniente general de Aviación. Durante la guerra completó más de 214 salidas de combate en un avión de ataque a tierra Ilyushin Il-2, por lo que recibió dos veces el título de Héroe de la Unión Soviética.

## Biografía

### Infancia y juventud
Leonid Beda nació en 16 de agosto de 1920, en la pequeña localidad rural de Novopokrovka, óblast de Omsk en lo que entonces era parte de la RSFS de Rusia —actualmente en el distrito de Uzunkol, provincia de Kostanay, Kazajistán——, en el seno de una gran familia de campesinos ucranianos —Leonid era el hijo mayor—. Sus antepasados  se mudaron de Ucrania a Kazajistán durante la época de la reforma agraria de Piotr Stolypin para desarrollar nuevas tierras. Después de completar su séptimo grado en la escuela local en 1936, asistió a un club de vuelo y al Instituto Pedagógico de los Urales del que se graduó en 1940. Ese año ingresó en el Ejército Rojo y el 10 de agosto de 1940 comenzó a estudiar en la Escuela de Aviación Militar de Chkálov (actual Oremburgo).

### Segunda Guerra Mundial
En las fases iniciales de la invasión alemana de la Unión Soviética, los pilotos alemanes destruyeron casi todos los aviones Polikarpov R-5 y Túpolev SB, en los que estaban aprendiendo a volar los cadetes de la escuela. Por lo que se tuvo que cambiar urgentemente el programa de entrenamiento y preparar pilotos para pilotar el avión de ataque a tierra Ilyushin Il-2.
Beda se graduó de la Escuela Militar de Pilotos de Chkalov en 1942, en agosto, fue destinado al frente de guerra como piloto en el 568.° Regimiento de Aviación de Asalto de la 226.° División de Aviación Mixta del 8.° Ejército Aéreo del Frente de Stalingrado. Durante una misión el 14 de septiembre de 1942 resultó gravemente herido en el brazo izquierdo y en el costado izquierdo, pero a pesar de sus graves heridas consiguió llevar el avión hasta el aeropuerto. Después de aterrizar, los mecánicos contaron hasta 380 agujeros de bala en el fuselaje del avión. El 26 de abril de 1942, fue nuevamente alcanzado por fuego antiaéreo enemigo, aunque consiguió regresar a territorio amigo antes de verse obligado a realizar un aterrizaje de emergencia, unos días después regreso a su regimiento donde ya le daban por muerto.
Poco después, fue transferido al 505.º Regimiento de Aviación de Asalto, que fue honrado con la designación de Guardias y rebautizado como 75.º Regimiento de Aviación de Asalto de Guardias en marzo de 1943. Ese mismo mes fue ascendido al rango de teniente primero, después de haber participado en la batalla de Stalingrado.
El 7 de abril de 1944, en el marco de la ofensiva de Crimea, al atacar el aeródromo de Dzhankói, una bala alcanzó su avión, rompiendo la tubería de suministro de aceite del motor. Por lo que se filtró aceite al motor, se vieron obligados a aterrizar el avión. Desde el pueblo más cercano, los alemanes comenzaron a acercarse a ellos en un vehículo blindado de transporte de personal y motocicletas. Los miembros de la tripulación abandonaron el avión, dispararon al tanque de gasolina del vehículo alemán y este se incendió. Los alemanes se detuvieron cuando el escuadrón de Beda regresó para ayudarles y comenzaron a ametrallarlos. El compañero de ala de Beda, Anatoli Brandis, quería aterrizar su avión para recogerlos. Pero, al ver el daño en el ala del avión de Anatoli, Leonid se quitó la túnica, la camiseta roja y la agitó, haciéndole señas para que no aterrizara. Luego aterrizó el teniente Beresnev. El piloto subió a la cabina, se colocó boca abajo y el artillero abrió la escotilla de inspección del fuselaje y se aferró a los elementos estructurales de la aeronave. Entonces, para sorpresa de los alemanes, despegaron y regresaron sanos y salvos a su base.
Al comienzo de la guerra, Beda era sargento, pero rápidamente ascendió de rango y al final de la guerra era comandante de escuadrón con el rango de mayor. En abril de 1944 recibió el título de Héroe de la Unión Soviética por completar 144 salidas de combate, y en junio de 1945 recibió nuevamente el título por completar 214 salidas de combate.

### Posguerra

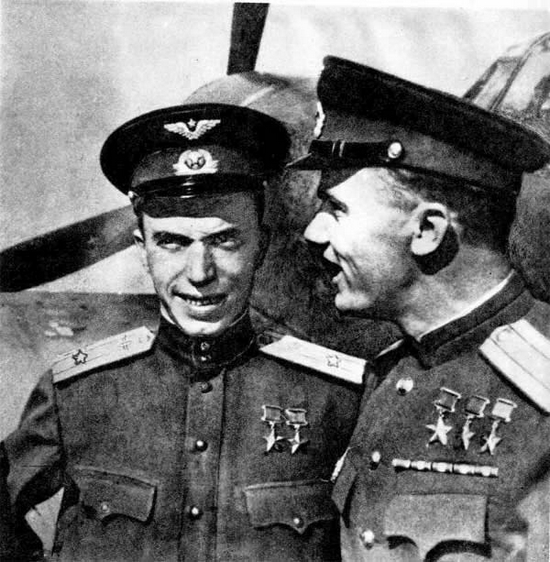
Los pilotos de combate Leonid Beda (derecha) e Iván Kozhedub (izquierda) cuando eran estudiante en la Academia General del Aire

En 1945, poco después del final de la guerra, asistió a la Escuela de Pilotos de Combate de Lípetsk. Luego fue asignado a trabajar en el Distrito Militar de Bielorrusia hasta 1947. En 1950 se graduó en la Academia de la Fuerza Aérea en Mónino. Luego fue nombrado comandante de un regimiento de aviación y posteriormente comandante adjunto de una división de aviación dentro del Distrito Militar de Turquestán. En 1957 se graduó en la Academia de Estado Mayor. Luego comandó una división de aviación en Grodno (Bielorrusia). Fue ascendido al rango de mayor general en 1960. En la década de 1960 se desempeñó como subcomandante del 26.º Ejército Aéreo. En febrero de 1972 fue ascendido al rango de teniente general y comandante del 26.º Ejército Aéreo.
Además de su actividad militar, Beda se desempeñó como diputado de las V y XI Convocatorias del Sóviet Supremo de la RSS de Bielorrusia y, en febrero de 1976, se convirtió en miembro del Comité Central del Partido Comunista de Bielorrusia. Murió el 26 de diciembre de 1976 a los 56 años de edad en un accidente automovilístico en el área del óblast de Brest y fue enterrado en el Cementerio Oriental en Minsk.

## Condecoraciones

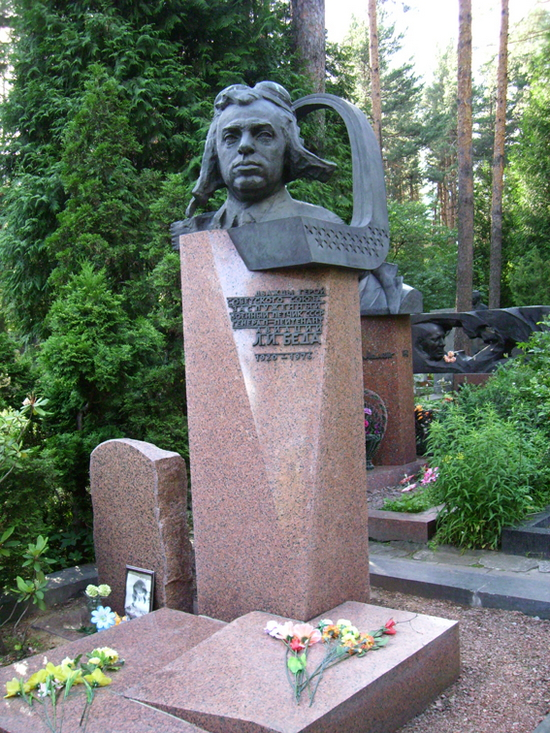
Tumba del teniente general de Aviación Leonid Beda en el Cementerio Oriental en Minsk (Bielorrusia)

A lo largo de su carrera militar Leonid Beda fue galardonado con las siguientes condecoraciones
|  | Héroe de la Unión Soviética (N.º 4723; 26 de octubre de 1944 y N.º 61; 29 de junio de 1945)                                          |
|  | Piloto Militar Honorífico de la URSS (17 de agosto de 1971)                                                                          |
|  | Orden de Lenin (26 de octubre de 1944)                                                                                               |
|  | Orden de la Bandera Roja, cuatro veces (30 de agosto de 1943, 1 de noviembre de 1943, 24 de octubre de 1944 y 22 de febrero de 1968) |
|  | Orden de la Estrella Roja (10 de diciembre de 1942)                                                                                  |
|  | Orden de la Guerra Patria de 1.er grado (19 de abril de 1945)                                                                        |
|  | Orden de Alejandro Nevski (3 de julio de 1944)                                                                                       |
|  | Medalla por el Servicio de Combate (15 de noviembre de 1951)                                                                         |
|  | Medalla Conmemorativa por el Centenario del Natalicio de Lenin «Al valor militar»                                                    |
|  | Medalla por la Defensa de Stalingrado (1942)                                                                                         |
|  | Medalla por la Victoria sobre Alemania en la Gran Guerra Patria 1941-1945                                                            |
|  | Medalla Conmemorativa del 20.º Aniversario de la Victoria en la Gran Guerra Patria de 1941-1945                                      |
|  | Medalla Conmemorativa del 30.º Aniversario de la Victoria en la Gran Guerra Patria de 1941-1945                                      |
|  | Medalla por la Conquista de Königsberg                                                                                               |
|  | Medalla de veterano de las Fuerzas Armadas de la URSS                                                                                |
|  | Medalla del 30.º Aniversario de las Fuerzas Armadas de la URSS                                                                       |
|  | Medalla del 40.º Aniversario de las Fuerzas Armadas de la URSS                                                                       |
|  | Medalla del 50.º Aniversario de las Fuerzas Armadas de la URSS                                                                       |
|  | Medalla por Servicio Impecable de 1.er grado                                                                                         |